# Georg Grüll
Georg Laurenz Grüll (* 21. Juli 1900 in Rechberg; † 18. September 1975 in Linz-Urfahr) war ein österreichischer Historiker und Archivar. Insbesondere machte er sich um die Erforschung der Geschichte des Landes Oberösterreich verdient. Als problematisch einzustufen sind jedoch seine Tätigkeit während der NS-Zeit sowie antisemitische Äußerungen nach dem Krieg.

## Leben
Georg Grüll entstammte einer Lehrerfamilie. Er wurde im oberösterreichischen Rechberg geboren und wuchs in St. Florian auf. Nach dem Besuch der Volksschule studierte er dort ein Jahr am Stiftsgymnasium, ehe er von 1912 bis 1915 Schüler des akademischen Gymnasiums in Linz war. Während der Zeit des Ersten Weltkriegs besuchte er, unterbrochen durch Kriegsdienst in den Dolomiten, zwischen 1916 und 1920 die Lehrerbildungsanstalten in Linz und Krems.
Zwischen 1920 und 1924 war er Lehrer in Rechberg sowie in Allerheiligen im Mühlkreis, Katsdorf, Münzbach und St. Nikola an der Donau. 1924 wurde Grüll zum Direktor der Volksschule in Lohnsitz bei Gaflenz bestellt, die er bis 1937 leitete. In dieser Zeit fertigte er die Familienkartei als Grundlage für das noch unveröffentlichte Ortsfamilienbuch Gaflenz an. 1939 wurde er als hauptamtlicher Gausachbearbeiter für Sippenkunde tätig. Während des Zweiten Weltkriegs war er, wieder durch Kriegsdienste unterbrochen, Oberlehrer der Diesterwegschule in Linz. Ebenso war er in dieser Zeit in der Arbeitsgemeinschaft für Sippenforschung tätig, deren Archiv er nach dem Krieg an das Oberösterreichische Landesarchiv übergab, wo es sich noch heute befindet. In der NS-Zeit war Grüll als Leiter der „Hauptstelle Ahnennachweis“ bei der Gauleitung Oberdonau der NSDAP tätig und dabei zuständig für das Anlegen einer „Fremdstämmigen- und Mischlingskartei (Juden, Zigeuner, Neger, Mongolen)“. 1945 wurde er im Zuge der Entnazifizierung aus dem Schuldienst entlassen. Zwischen 1945 und 1946 wurde Grüll in englische Kriegsgefangenschaft genommen.
Bereits zu seiner Mittelschulzeit befasste sich Georg Grüll mit der Erforschung der Geschichte des Landes Oberösterreich. Während seiner Zeit als Junglehrer intensivierte er dieses Hobby und verfasste erste Publikationen. 1923 publizierte er seine Arbeit über die Burg Mitterberg in der Gemeinde Pergkirchen bei Perg als Zeitungsartikel.
1946 wurde Georg Grüll vom Oberösterreichischen Landesarchiv eingestellt, dessen Mitarbeiter er bis zu seiner Pensionierung 1965 blieb. Dort entwickelte sich Grüll zum gefragten Historiker und Verfasser von mehr als 120 wissenschaftlichen Arbeiten. Zu seinen Hauptwerken zählen die dreiteilige Reihe über Burgen und Schlösser in Oberösterreich, die Erforschung der Gründe der Bauernerhebungen in den Bauernkriegen (in „Bauer, Herr und Landesfürst“) sowie die Entwicklungsgeschichte der Landwirtschaft in Oberösterreich (in „Bauernhaus und Meierhof“).
Daneben engagierte sich Grüll in seiner Freizeit in Gemeinde- und Kirchenarchiven, wie beispielsweise jenen von Gaflenz und Weyer oder jenem des Stiftes Lambach, das heute noch nach seiner Ordnung von 1946 angelegt ist.
Georg Grüll beschäftigte sich mit verschiedensten Themenkreisen. Schwerpunkte setzte er jedoch in der Erforschung von Burgen und Schlössern sowie im Bereich der bäuerlichen Wirtschaftsgeschichte. Hier schuf er auch seine bedeutendsten Werke, die oft Neuland betraten und von bleibendem Wert sind.
Nach seinem Tod hinterließ Georg Grüll dem Oberösterreichischen Landesarchiv 97 Schachteln mit alphabetisch geordneten Korrespondenzen, Materialsammlungen zu einzelnen Publikationen, Zettelkatalogen zur Genealogie, zur Namenkunde und zu Archivbeständen sowie Zeitungsausschnitte.
Georg Grüll war mit Katharina, einer Bauerstochter aus Pergkirchen, verheiratet und Vater von sechs Kindern.

## Werke
Georg Grüll verfasste mehr als 120 historische Publikationen. Besonders hervorzuheben sind dabei:
- Herbert Erich Baumert, Georg Grüll: Burgen und Schlösser in Oberösterreich 1 – Mühlviertel und Linz. Birken-Verlag, Wien 1962, 200 Seiten (Österreichs Burgen, Schlösser, Wehrkirchen in der Birken-Reihe).
- Herbert Erich Baumert, Georg Grüll: Burgen und Schlösser in Oberösterreich 2 – Innviertel und Alpenvorland. Birken-Verlag, Wien 1963, 208 Seiten (Österreichs Burgen, Schlösser, Wehrkirchen in der Birken-Reihe).
- Herbert Erich Baumert, Georg Grüll: Burgen und Schlösser in Oberösterreich 3 – Salzkammergut und Alpenland. Birken-Verlag, Wien 1964, 128 Seiten (Österreichs Burgen, Schlösser, Wehrkirchen in der Birkenreihe).
- Georg Grüll: Bauer, Herr und Landesfürst – Sozialrevolutionäre Bestrebungen der oberösterreichischen Bauern von 1650 bis 1848 In: Forschungen zur Geschichte Oberösterreichs. Band 8. Linz 1963, 668 Seiten.
- Georg Grüll: Der Bauer im Lande ob der Enns am Ausgang des 16. Jahrhunderts – Abgaben und Leistungen im Lichte der Beschwerden und Verträge 1597–1598. In: Forschungen zur Geschichte Oberösterreichs. Band 11, Böhlau-Verlag, Wien/Köln/Graz 1969, 296 Seiten.
- Georg Grüll: Bauernhaus und Meierhof – Zur Geschichte der Landwirtschaft in Oberösterreich. In: Forschungen zur Geschichte Oberösterreichs. Band 13, Linz 1975, 359 Seiten.
- Georg Grüll: Das Linzer Bürgermeisterbuch (= Sonderpublikationen zur Linzer Stadtgeschichte. 1953). Herausgegeben von der Stadt Linz, Stadtarchiv, 2. erweiterte Auflage, Linz 1959, 181 Seiten und 38 Tafeln.
- Georg Grüll: Die Freihäuser in Linz. Gutenberg Verlag, Linz 1955, 463 Seiten.
- Georg Grüll: Die Stadtrichter, Bürgermeister und Stadtschreiber von Freistadt (Freistädter Geschichtsblätter, Band 1). Herausgeber: Stadtgemeinde Freistadt, 1950, 66 Seiten.
- Georg Grüll: Weinberg. Die Entstehungsgeschichte einer Mühlviertler Wirtschaftsherrschaft (= Mitteilungen des Oberösterreichischen Landesarchivs. Band 4). Hermann Böhlau Verlag, Graz/Köln 1955, 203 Seiten (S. 5–26 (ooegeschichte.at [PDF]), S. 27–59 (ooegeschichte.at [PDF]), S. 60–95 (ooegeschichte.at [PDF]), S. 96–125 (ooegeschichte.at [PDF]), S. 126–154 (ooegeschichte.at [PDF]), S. 155–176 (ooegeschichte.at [PDF]), S. 177–203 (ooegeschichte.at [PDF])).

Weitere Schriften nach Erscheinungsjahr:
- Georg Grüll: Geschichte des Schlosses und der Herrschaft Windhag bei Perg. In: Jahrbuch des oberösterreichischen Musealvereines. Band 87, Linz 1937, S. 185–311 (zobodat.at [PDF; 12,9 MB]).
- Georg Grüll: Die Linzer Handwerkzünfte im Jahre 1655. Ein Beitrag zur Geschichte der Entstehung der allgemeinen Handwerksordnung. In: Jahrbuch der Stadt Linz 1952. Linz 1953, S. 261–296 (ooegeschichte.at [PDF]).
- Georg Grüll: Urkundliche Beiträge zur Geschichte der Linzer Zeitungen im 17. Jahrhundert. In: Jahrbuch der Stadt Linz 1953. Linz 1954, S. 467–474 (ooegeschichte.at [PDF]).
- Georg Grüll: Der adelige Landsitz Rosenegg. In:  Jahrbuch des Oberösterreichischen Musealvereines. Band 100, Linz 1955, S. 191–204 (ooegeschichte.at [PDF]).
- Georg Grüll: Die Linzer Lauten- und Geigenbauer und ihre Privilegien. In: Jahrbuch der Stadt Linz 1954. Linz 1955, S. 159–178 (ooegeschichte.at [PDF]).
- Georg Grüll: Das Landgericht Linz (1646–1821). In: Historisches Jahrbuch der Stadt Linz 1957. Linz 1957, S. 131–163 (ooegeschichte.at [PDF]).
- Georg Grüll: Der erste Elefant in Linz. In: Historisches Jahrbuch der Stadt Linz 1958. Linz 1958, S. 386–390 (ooegeschichte.at [PDF]).
- Georg Grüll: Welser Archivalien im oö. Landesarchiv. In: Jahrbuch des Musealvereines Wels 5. 1958/59. 1959, S. 41–46 (ooegeschichte.at [PDF]).
- Georg Grüll: Salzoberamtsarchiv Gmunden. Inventar. Herausgegeben vom Oberösterreichischen Landesarchiv, Linz 1964, 50 Seiten (PDF auf landesarchiv-ooe.at).
- Georg Grüll: Beiträge zur Geschichte der Brände in Oberösterreich. In:  Jahrbuch des Oberösterreichischen Musealvereines. Band 110, Linz 1965, S. 267–299 (ooegeschichte.at [PDF]).

## Ehrungen
- Eintragung in das Ehrenbuch der Universität Innsbruck (1959).
- Verleihung des Professorentitels durch Bundespräsident Adolf Schärf (1962).
- Ernennung zum Ehrenkonsulenten der Oberösterreichischen Landesregierung  (1965).
- Johannes-Kepler-Preis des Landes Oberösterreich (1970).
- Hohe Auszeichnungen der Städte Linz, Wels und Freistadt